# Élections parlementaires polonaises de 1989
Les élections législatives polonaises de 1989 étaient la dixième élection de la diète de la République populaire de Pologne, et ont eu lieu le 4 juin 1989 pour le premier tour, et le 18 juin 1989 pour le second tour. Le parti Solidarność remporte 35 % des sièges, soit tous ceux où il est autorisé à se présenter, dans une élection partiellement libre, et 99 des 100 sièges du Sénat qui ne jouait aucun rôle véritable. 
Le parti communiste se voit ébranlé par cette victoire, et doit composer avec Tadeusz Mazowiecki comme chef du gouvernement : pour la première fois depuis 1945, une personnalité de l'opposition anti-communiste devenait Président du Conseil. D'autre part, un autre symbole de l'opposition, Bonislaw Geremek, emprisonné pendant l'état de guerre par le général Jaruzelski, prenait la présidence du groupe parlementaire Solidarnosc.

## Contexte
À la suite des « accords de la Table ronde », des élections où l'opposition est représentée sont autorisées. 65 % des sièges sont cependant réservés au Parti ouvrier unifié polonais ou à ses alliés.
La répartition des sièges au Sénat montre le véritable rapport de forces dans le pays. Cet accord et ces élections provoquent un séisme politique dans toute l'Europe de l'Est, à commencer par la Hongrie qui ouvre sa frontière dès le mois de juillet 1989. L'ouverture de la frontière austro-hongroise incite des dizaines de milliers d'Allemands de l'Est à passer à l'ouest, ce qui finit par provoquer des manifestations monstres dans toute la RDA et à la Chute du Mur de Berlin, le 9 novembre 1989.

## Résultats

### Diète
|       |                                          |        |  |  |
| Parti | Parti                                    | Sièges |  |  |
|       | Parti ouvrier unifié polonais            | 173    |  |  |
|       | Solidarność                              | 161    |  |  |
|       | Parti paysan unifié                      | 76     |  |  |
|       | Parti démocratique                       | 27     |  |  |
|       | PAX                                      | 10     |  |  |
|       | Union chrétienne-sociale                 | 8      |  |  |
|       | Association catholique-sociale polonaise | 5      |  |  |
|       |                                          |        |  |  |
| Total | Total                                    | 460    |  |  |

### Sénat
|       |             |        |  |  |
| Parti | Parti       | Sièges |  |  |
|       | Solidarność | 99     |  |  |
|       | Indépendant | 1      |  |  |
|       |             |        |  |  |
| Total | Total       | 100    |  |  |